# Veliko Vojlovce
Veliko Vojlovce (cirill betűkkel Велико Војловце) egy falu Szerbiában, a Jablanicai körzetben, Lebane községben.

## Népesség
- 1948-ban 438 lakosa volt.
- 1953-ban 452 lakosa volt.
- 1961-ben 458 lakosa volt.
- 1971-ben 440 lakosa volt.
- 1981-ben 425 lakosa volt.
- 1991-ben 375 lakosa volt
- 2002-ben 358 lakosa volt,[1] akik közül 333 szerb (93,01%), 22 roma (6,21%), 1 bolgár és 1 macedón.[2]